# 御幸町 (半田市)
御幸町（みゆきまち）は、愛知県半田市にある地名。丁番を持たない単独町名である。

## 地理
半田市の中央部に位置し、東に銀座本町、西に北末広町、南に新川町、北に山崎町と接している。

## 歴史

### 沿革
- 1957年（昭和32年） - 半田市半田の一部により、同市御幸町が成立[1]。

## 世帯数と人口
2019年（令和元年）7月31日現在の世帯数と人口は以下の通りである。
| 町丁   | 世帯数 | 人口 |
| ------ | ------ | ---- |
| 御幸町 | 37世帯 | 82人 |

### 人口の変遷
国勢調査による人口の推移
| 1995年（平成7年）  | 85人 | [ WEB 5 ] |  |
| 2000年（平成12年） | 85人 | [ WEB 6 ] |  |
| 2005年（平成17年） | 67人 | [ WEB 7 ] |  |
| 2010年（平成22年） | 72人 | [ WEB 8 ] |  |
| 2015年（平成27年） | 65人 | [ WEB 9 ] |  |

## 学区
市立小・中学校に通う場合、学区は以下の通りとなる。
| 番・番地等 | 小学校             | 中学校             |
| ---------- | ------------------ | ------------------ |
| 全域       | 半田市立半田小学校 | 半田市立半田中学校 |

## 交通

### 鉄道
- 東海旅客鉄道
CE 武豊線 半田駅

### 道路
- 愛知県道112号半田停車場線

## 施設
- 半田信用金庫 本店
- 名古屋銀行 半田支店
- 半田市鉄道資料館

## その他

### 日本郵便
- 郵便番号 : 475-0887[WEB 3]（集配局：半田郵便局[WEB 11]）。

### WEB
1. ↑  “愛知県半田市の町丁・字一覧”.   人口統計ラボ. 2019年8月8日閲覧。
2. 1 2  “半田市が提供するオープンデータ（人口） - 半田市町丁目別人口・世帯数（毎月）”.   半田市 (2019年8月5日). 2019年8月8日閲覧。
3. 1 2  “御幸町の郵便番号”.  日本郵便. 2019年7月22日閲覧。
4. ↑  “市外局番の一覧”.   総務省. 2019年6月24日閲覧。
5. ↑  “平成7年国勢調査の調査結果(e-Stat) - 男女別人口及び世帯数 －町丁・字等”.   総務省統計局 (2014年3月28日). 2019年3月23日閲覧。
6. ↑  “平成12年国勢調査の調査結果(e-Stat) - 男女別人口及び世帯数 －町丁・字等”.   総務省統計局 (2014年5月30日). 2019年3月23日閲覧。
7. ↑  “平成17年国勢調査の調査結果(e-Stat) - 男女別人口及び世帯数 －町丁・字等”.   総務省統計局 (2014年6月27日). 2019年3月23日閲覧。
8. ↑  “平成22年国勢調査の調査結果(e-Stat) - 男女別人口及び世帯数 －町丁・字等”.   総務省統計局 (2012年1月20日). 2019年3月23日閲覧。
9. ↑  “平成27年国勢調査の調査結果(e-Stat) - 男女別人口及び世帯数 －町丁・字等”.   総務省統計局 (2017年1月27日). 2019年3月23日閲覧。
10. ↑  “小中学校の通学区域について”.   半田市 (2015年4月1日). 2019年8月8日閲覧。
11. ↑  “郵便番号簿 2018年度版” (PDF).   日本郵便. 2019年6月10日閲覧。

### 書籍
1. ↑  「角川日本地名大辞典」編纂委員会 1989, p. 1308.